# San Juan Chapultepec
San Juan Chapultepec se localiza en el Estado de Oaxaca,  y pertenece al municipio de Oaxaca de Juárez, se localiza al sur, del centro de la ciudad, colindando con el Río Atoyac, Santa Cruz Xoxocotlán y la colonia Monte Albán, al este con las colonias Alemán, Reforma Agraria y del Valle, al oeste con San Martín Mexicapam. 
San Juan Chapultepec, junto con Xochimilco y Jalatlaco son de las primeras poblaciones establecidas en el valle central desde antes de la Época Colonial y fue habitado en un principio por indígenas mexicas que llegaron como aliados de los españoles. Es por esto que la historia de Oaxaca comenzó en el siglo XV con la llegada de los mexicas al Valle, ellos crearon cuatro asentamientos conocidos actualmente como San Juan Chapultepec, San Martín Mexicapam, el barrio Jalatlaco y el barrio Xochimilco, Al mismo tiempo, que se definieron sus límites también le asignaron como patrón a San Juan Bautista, de ahí su nombre y Chapultepec porque en parte de su territorio está el conocido Cerro del Chapulín, nombrado así por la abundancia de chapulines, que en esa zona existían, actualmente este cerro esta densamente habitado, e incluso hay casas en los ceros , ofreciendo a los habitantes y visitantes, una panorámica espectacular de los valles centrales, desde el cual se puede admirar Etla, gran parte de la ciudad, el Cerro del Fortín, Monte Albán, Huayapan, Xoxocotlán, entre otros, gracias a que en la calle Primero de Mayo, de la parte alta, se encuentran miradores a lo largo del recorrido y desde la punta del cerro es aún más amplia la vista. 
Hasta 1950 la mancha urbana abarcaba la antigua traza colonial, aunque desde 1929 los pueblos de El Ex Marquesado, Xochimilco, Jalatlaco, San Martín Mexicapan y San Juan Chapultepec, habían perdido su autonomía municipal, por lo cual fueron incorporados al perímetro urbano y a la jurisdicción capitalina.
El baile tradicional es la flor de piña

## Festividades
8 de diciembre – Virgen de Juquila: se celebra con mañanitas, un rosario al amanecer, actividades religiosas y culturales, convite, calenda, feria de comida, palo ensebado, música, danzas y fuegos artificiales. La calenda especial va desde la iglesia de San Juan a la Basílica de la Soledad.  
24 de junio - festividad anual en honor a San Juan Bautista, se realizan actividades como: el castillo (fuegos artificiales), la calenda, además de que ofrece actos litúrgicos, se expenden antojitos regionales y un baile.  
Seman Santa - Los viernes de Semana Santa muchos vecinos y gente de la zona conurbada se reúnen para ser parte del Vía Crucis (Representación Teatral de la Pasión de Cristo).  Es una larga procesión que inicia una noche anterior con el arresto de Jesús, un largo recorrido por las principales calles de este antiguo barrio, entre voces, gritos, golpes y empujones, la gente se aglomera para lograr ver el acontecimiento, la cual culmina en la plazuela con la crucifixión de Cristo, después de esto, los puestos de comida ya establecidos desde una noche antes se saturan con las personas que sacian su sed y hambre con comida típica de la región.
- Datos: Q16628396